# Lamar Alexander
Andrew Lamar Alexander, Jr., född 3 juli 1940, är en amerikansk politiker (republikan), som varit guvernör i Tennessee och senator.

## Biografi
Lamar Alexander föddes i Maryville, Tennessee 1940 och tog examen ifrån Vanderbilt University 1962. Efter studier i juridik vid New York University Law School arbetade han en tid som notarie åt John Minor Wisdom vid New Orleans appellationsdomstol, innan han tog steget in i politiken och började arbeta åt senator Howard Baker. 
År 1969 gifte sig Alexander med Honey Buhler. Paret har fyra barn.

## Politisk karriär
Alexander var Tennessees guvernör 1979–1987 och USA:s utbildningsminister i George H. W. Bush regering 1991–1993. 
Redan 1974 hade Alexander försökt bli Tennesses guvernör, men förlorade mot demokraten Ray Blanton. Inför valet 1978 bytte han helt stil och blev känd i hela USA för sin kampanj som byggde på att han bokstavligen gick över hundra mil i en röd och svart skogsarbetarskjorta.
Två gånger har Alexander försökt att bli Republikanernas presidentkandidat, 1996 och 2000, men han drog sig ur primärvalen tidigt båda gångerna. 
År 2002 valdes Alexander in i senaten. Enligt National Journals rankning 2009 var han den 32:a mest konservativa medlemmen i senaten.
Den 17 december 2018 meddelade Alexander att han inte skulle söka omval för en fjärde mandatperiod i senaten år 2020.